# Концерт для фортепиано с оркестром № 20 (Моцарт)
Концерт № 20 для фортепиано с оркестром Ре минор, K.466 — написан Вольфгангом Амадеем Моцартом в 1785 году . Впервые был исполнен в казино Мельгрубе в Вене 11 февраля 1785 года с композитором в качестве солиста. Это был первый из пяти еженедельных «Пятничных концертов», которые дал Моцарт в течение весны 1785 года .

## История
Концерт написан в тональности ре минор. Другие произведения композитора в этом ключе включают Фантазию № 3 для фортепиано, Реквием, "Kyrie eleison", арию "Der Hölle Rache kocht in meinem Herzen" из оперы «Волшебная флейта" и части оперы «Дон Жуан». Это первый из двух концертов для фортепиано написанных в миноре (второй — Концерт № 24 для фортепиано с оркестром).

Через несколько дней после первого исполнения, отец композитора, Леопольд, посетив Вену писал своей дочери Наннерль о недавнем успехе Моцарта: 
Я [слышал] отличный новый фортепианный концерт Вольфганга, во время которого переписчик еще работал  и ваш брат даже не имел времени, чтобы играть рондо, потому как должен был следить за копированием .

## Каденция
Оригинальная каденция Моцарта к  концерту №20 (в первой части) не была им записана. В силу этого последующие исполнители используют одну из каденций, написанных позднее. Среди наиболее известных каденции Людвига ван Бетховена, Иоганна Непомука Гуммеля, Иоганнеса Брамса, Ферруччо Бузони, в XX веке свои каденции записали пианисты Геза Анда, Михаэль Рише, Кристиан Закариас. Впрочем, в отношении каденции Брамса существует неразрешённый вопрос об авторстве: Клара Шуман утверждала, что в значительной мере она сочинена ею.